# Tournoi de tennis de Paris
Ne pas confondre avec les autres tournois de tennis : Tournoi de tennis de Paris (Masters) (messieurs) et pour les dames : Tournoi de tennis de Paris Racing

Le tournoi de Paris (France) est un tournoi de tennis masculin disputé sur moquette, qui s'est déroulé de 1966 à 1982 au stade Pierre-de-Coubertin. Le Tournoi de tennis de Paris-Bercy lui a succédé.
Un tournoi féminin du circuit professionnel WTA connu sous le nom de Clarins Open s'est tenu à Paris sur la terre battue du Racing Club de France à six reprises de 1987 à 1992. En 1993, lui succède l'Open Gaz de France disputé en salle au Stade Pierre-de-Coubertin.
Un tournoi masculin de catégorie inférieure, disputé sur les courts en terre battue du Racing Club de France à la Croix-Catelan a été créé en 1921 sous le nom de Coupe Porée. Il a été joué jusqu'en 1982.

## Tournoi de Paris
Stan Smith est le seul à avoir conservé son titre et échoua en finale contre Ilie Năstase pour un troisième titre consécutif. En 1973, Ilie Năstase a remporté les deux tournois parisiens, Paris et Roland-Garros. Deux éditions féminines ont eu lieu, en 1961 puis en 1968.

### Simple messieurs
| No       | Date       | Nom et lieu du tournoi         | Catégorie      | Dotation       | Surface         | Vainqueur          | Finaliste          | Score                   |                |
| -------- | ---------- | ------------------------------ | -------------- | -------------- | --------------- | ------------------ | ------------------ | ----------------------- | -------------- |
| 1        | 19-04-1966 | Internationaux de Paris, Paris |                | NC $           | Terre (ext.)    | Jaime Pinto-Bravo  | François Jauffret  | 7-5, 6-1, 8-10, 6-2     |                |
| 2        | 25-04-1967 | Internationaux de Paris, Paris |                | NC $           | Terre (ext.)    | Pierre Darmon      | François Jauffret  | 6-3, 6-2, 6-2           |                |
| 3        | 20-04-1968 | Open de Paris, Paris           |                | NC $           | Moquette (int.) | Robert Carmichael  | Pierre Darmon      | 6-3, 8-6, 12-10         |                |
| Ère Open |            |                                |                |                |                 |                    |                    |                         |                |
| 1        | 03-11-1969 | Open de Paris, Paris           |                | NC $           | Moquette (int.) | Tom Okker          | Butch Buchholz     | 8-6, 6-2, 6-1           |                |
| 2        | 09-11-1970 | Open de Paris, Paris           | WTC            | NC $           | Moquette (int.) | Arthur Ashe        | Marty Riessen      | 7-6, 6-4, 6-3           |                |
| 3        | 01-05-1971 | City of Paris, Paris           |                | NC $           | Terre (ext.)    | Stan Smith         | François Jauffret  | 6-2, 6-4, 7-5           |                |
| 4        | 30-10-1972 | Open Jean Becker, Paris        | Grand Prix     | NC $           | Dur (int.)      | Stan Smith         | Andrés Gimeno      | 6-2, 6-2, 7-5           |                |
| 5        | 29-10-1973 | Open Jean Becker, Paris        | Grand Prix     | NC $           | Dur (int.)      | Ilie Năstase       | Stan Smith         | 4-6, 6-1, 3-6, 6-0, 6-2 |                |
| 6        | 28-10-1974 | Open Jean Becker, Paris        | Grand Prix     | NC $           | Moquette (int.) | Brian Gottfried    | Eddie Dibbs        | 6-3, 5-7, 8-6, 6-0      |                |
| 7        | 27-10-1975 | Open Jean Becker, Paris        | Grand Prix     | NC $           | Moquette (int.) | Tom Okker          | Arthur Ashe        | 6-3, 2-6, 6-3, 3-6, 6-4 |                |
| 8        | 25-10-1976 | Open Jean Becker, Paris        | Grand Prix     | 50 000 $       | Moquette (int.) | Eddie Dibbs        | Jaime Fillol       | 5-7, 6-4, 6-4, 7-6      |                |
| 9        | 31-10-1977 | Open Crocodile, Paris          | Grand Prix     | 50 000 $       | Moquette (int.) | Corrado Barazzutti | Brian Gottfried    | 7-6, 7-6, 6-7, 3-6, 6-4 |                |
| 10       | 06-11-1978 | Open Crocodile, Paris          | Grand Prix     | 50 000 $       | Moquette (int.) | Robert Lutz        | Tom Gullikson      | 6-2, 6-2, 7-6           |                |
| 11       | 29-10-1979 | Open Crocodile, Paris          | Grand Prix     | 50 000 $       | Moquette (int.) | Harold Solomon     | Corrado Barazzutti | 6-3, 2-6, 6-3, 6-4      |                |
| 12       | 27-10-1980 | Open Crocodile, Paris          | Grand Prix     | 50 000 $       | Moquette (int.) | Brian Gottfried    | Adriano Panatta    | 4-6, 6-3, 6-1, 7-6      |                |
| 13       | 26-10-1981 | Open Crocodile, Paris          | Grand Prix     | 50 000 $       | Moquette (int.) | Mark Vines         | Pascal Portes      | 6-2, 6-4, 6-3           |                |
| 14       | 25-10-1982 | Open Crocodile, Paris          | Grand Prix     | 75 000 $       | Moquette (int.) | Wojtek Fibak       | Bill Scanlon       | 6-2, 6-2, 6-2           |                |
|          | 1983-1985  | Pas de tournoi                 | Pas de tournoi | Pas de tournoi | Pas de tournoi  | Pas de tournoi     | Pas de tournoi     | Pas de tournoi          | Pas de tournoi |

### Simple dames
| No       | Date       | Nom et lieu du tournoi                           | Catégorie      | Dotation       | Surface        | Vainqueure       | Finaliste              | Score          |                |
| -------- | ---------- | ------------------------------------------------ | -------------- | -------------- | -------------- | ---------------- | ---------------------- | -------------- | -------------- |
| 1        | 17-04-1961 | City of Paris International Championships, Paris |                | NC             | Terre (ext.)   | Margaret Smith   | Florence de la Courtie | 6-1, 6-3       | Tableau        |
|          | 1962-1967  | Pas de tournoi                                   | Pas de tournoi | Pas de tournoi | Pas de tournoi | Pas de tournoi   | Pas de tournoi         | Pas de tournoi | Pas de tournoi |
| Ère Open |            |                                                  |                |                |                |                  |                        |                |                |
| 2        | 16-04-1968 | National Tennis League Professional Tour, Paris  |                | NC             | NC             | Billie Jean King | Ann Haydon-Jones       | 9-7, 6-4       | Tableau        |
|          | 1969-1986  | Pas de tournoi                                   | Pas de tournoi | Pas de tournoi | Pas de tournoi | Pas de tournoi   | Pas de tournoi         | Pas de tournoi | Pas de tournoi |

### Double
| No | Date       | Nom et lieu du tournoi  | Catégorie  | Dotation | Surface         | Vainqueurs                          | Finalistes                       | Score          |  |
| -- | ---------- | ----------------------- | ---------- | -------- | --------------- | ----------------------------------- | -------------------------------- | -------------- |  |
| 1  | 03-11-1969 | Open de Paris, Paris    |            | NC $     | Moquette (int.) | John Newcombe Tony Roche            | Tom Okker Marty Riessen          | 10-8, 6-4, 6-2 |  |
| 2  | 09-11-1970 | Open de Paris, Paris    | WTC        | NC $     | Moquette (int.) | Pancho Gonzales Ken Rosewall        | Tom Okker Marty Riessen          | 6-4, 7-6, 7-6  |  |
| 3  | 01-05-1971 | City of Paris, Paris    |            | NC $     | Terre (ext.)    | Tom Gorman Stan Smith               | Pierre Barthès François Jauffret | 3-6, 7-5, 6-2  |  |
| 4  | 30-10-1972 | Open Jean Becker, Paris | Grand Prix | NC $     | Dur (int.)      | Pierre Barthès François Jauffret    | Andrés Gimeno Juan Gisbert       | 6-3, 6-2       |  |
| 5  | 29-10-1973 | Open Jean Becker, Paris | Grand Prix | NC $     | Dur (int.)      | Juan Gisbert Ilie Năstase           | Arthur Ashe Roscoe Tanner        | 6-3, 6-4       |  |
| 6  | 28-10-1974 | Open Jean Becker, Paris | Grand Prix | NC $     | Moquette (int.) | Patrice Dominguez François Jauffret | Brian Gottfried Raúl Ramírez     | 7-5, 6-4       |  |
| 7  | 27-10-1975 | Open Jean Becker, Paris | Grand Prix | NC $     | Moquette (int.) | Wojtek Fibak Karl Meiler            | Ilie Năstase Tom Okker           | 6-3, 9-8       |  |
| 8  | 25-10-1976 | Open Jean Becker, Paris | Grand Prix | 50 000 $ | Moquette (int.) | Tom Okker Marty Riessen             | Fred McNair Sherwood Stewart     | 6-2, 6-2       |  |
| 9  | 31-10-1977 | Open Crocodile, Paris   | Grand Prix | 50 000 $ | Moquette (int.) | Brian Gottfried Raúl Ramírez        | Jeff Borowiak Roger Taylor       | 6-2, 6-0       |  |
| 10 | 06-11-1978 | Open Crocodile, Paris   | Grand Prix | 50 000 $ | Moquette (int.) | Bruce Manson Andrew Pattison        | Ion Țiriac Guillermo Vilas       | 7-6, 6-2       |  |
| 11 | 29-10-1979 | Open Crocodile, Paris   | Grand Prix | 50 000 $ | Moquette (int.) | Jean-Louis Haillet Gilles Moretton  | John Lloyd Tony Lloyd            | 7-6, 7-6       |  |
| 12 | 27-10-1980 | Open Crocodile, Paris   | Grand Prix | 50 000 $ | Moquette (int.) | Paolo Bertolucci Adriano Panatta    | Brian Gottfried Raymond Moore    | 6-4, 6-4       |  |
| 13 | 26-10-1981 | Open Crocodile, Paris   | Grand Prix | 50 000 $ | Moquette (int.) | Ilie Năstase Yannick Noah           | Andrew Jarrett Jonathan Smith    | 6-4, 6-4       |  |
| 14 | 25-10-1982 | Open Crocodile, Paris   | Grand Prix | 75 000 $ | Moquette (int.) | Brian Gottfried Bruce Manson        | Jay Lapidus Rick Meyer           | 6-4, 6-2       |  |

## Clarins Open
Conchita Martínez et Sandra Cecchini sont les seules joueuses qui se sont imposées deux fois en simple.

### Simple dames
| No | Date       | Nom et lieu du tournoi    | Catégorie | Dotation  | Surface      | Vainqueure        | Finaliste          | Score         |         |
| -- | ---------- | ------------------------- | --------- | --------- | ------------ | ----------------- | ------------------ | ------------- | ------- |
| 3  | 28-09-1987 | First Clarins Open, Paris |           | 50 000 $  | Terre (ext.) | Sabrina Goleš     | Sandra Wasserman   | 7-5, 6-1      | Tableau |
| 4  | 19-09-1988 | Clarins Open, Paris       | Tier V    | 50 000 $  | Terre (ext.) | Petra Langrová    | Sandra Wasserman   | 7-6, 6-2      | Tableau |
| 5  | 18-09-1989 | Clarins Open, Paris       | Tier V    | 100 000 $ | Terre (ext.) | Sandra Cecchini   | Regina Rajchrtová  | 6-4, 6-7, 6-1 | Tableau |
| 6  | 17-09-1990 | Clarins Open, Paris       | Tier IV   | 150 000 $ | Terre (ext.) | Conchita Martínez | Patricia Tarabini  | 7-5, 6-3      | Tableau |
| 7  | 16-09-1991 | Clarins Open, Paris       | Tier IV   | 150 000 $ | Terre (ext.) | Conchita Martínez | Inés Gorrochategui | 6-0, 6-3      | Tableau |
| 8  | 14-09-1992 | Clarins Open, Paris       | Tier IV   | 150 000 $ | Terre (ext.) | Sandra Cecchini   | Emanuela Zardo     | 6-2, 6-1      | Tableau |

### Double
| No | Date       | Nom et lieu du tournoi   | Catégorie | Dotation  | Surface      | Vainqueures                         | Finalistes                         | Score         |         |
| -- | ---------- | ------------------------ | --------- | --------- | ------------ | ----------------------------------- | ---------------------------------- | ------------- | ------- |
| 2  | 28-09-1987 | First Clarins Open Paris |           | 50 000 $  | Terre (ext.) | Isabelle Demongeot Nathalie Tauziat | Sandra Cecchini Sabrina Goleš      | 1-6, 6-3, 6-3 | Tableau |
| 3  | 19-09-1988 | Clarins Open Paris       | Tier V    | 50 000 $  | Terre (ext.) | Alexia Dechaume Emmanuelle Derly    | Louise Field Nathalie Herreman     | 6-0, 6-2      | Tableau |
| 4  | 18-09-1989 | Clarins Open Paris       | Tier V    | 100 000 $ | Terre (ext.) | Sandra Cecchini Patricia Tarabini   | Nathalie Herreman Catherine Suire  | 6-1, 6-1      | Tableau |
| 5  | 17-09-1990 | Clarins Open Paris       | Tier IV   | 150 000 $ | Terre (ext.) | Kristin Godridge Kirrily Sharpe     | Alexia Dechaume Nathalie Herreman  | 4-6, 6-3, 6-1 | Tableau |
| 6  | 16-09-1991 | Clarins Open Paris       | Tier IV   | 150 000 $ | Terre (ext.) | Petra Langrová Radka Zrubáková      | Alexia Dechaume Julie Halard       | 6-4, 6-4      | Tableau |
| 7  | 14-09-1992 | Clarins Open Paris       | Tier IV   | 150 000 $ | Terre (ext.) | Sandra Cecchini Patricia Tarabini   | Rachel McQuillan Noëlle van Lottum | 7-5, 6-1      | Tableau |

## Coupe Porée
La Coupe Porée a été créé en septembre 1921, organisée en l'honneur de Marcel Porée membre du comité du Racing Club de France, décédé lors d'un accident d'automobile quelques mois plus tôt. Ce tournoi d'automne est traditionnellement la dernière épreuve disputée sur terre battue de la saison avant le début des compétitions sur courts couverts. Afin de permettre plus de cohérence et de lisibilité au calendrier des tournois français, l'épreuve est renommée Championnats Internationaux de Paris au bout de la 10e édition en 1931 à l'occasion du cinquantenaire du club. La Coupe Marcel Porée désigne alors le championnat de simple messieurs. Le simple dames est appelé Coupe Jean Gouttenoire depuis 1930, le double messieurs Coupe Cyril et le double mixte Coupe Jacques Lefébure. Les championnats de France junior réservés au moins de 16 ans sont organisés en même temps que ces compétitions.
Le tournoi se joue sur les courts du Racing Club de France dans le Pré Catelan. Parfois, le tableau final s'est joué au stade voisin de Roland-Garros. Sa première édition se compose de 13 joueurs : René Lacoste, Marcel Dupont, Paul Féret, Pierre Canivet, Antoine Gentien, Jean Couiteas de Faucamberge, Pierre Albarran, Raymond Barbas, Robert Le Blant, M. Fournier, Haour, Cany et Houillon.
En 1938, le tournoi fut finalement annulé à cause du retard accumulé par la pluie. Une interruption a eu lieu durant la Seconde Guerre mondiale de 1939 à 1946. En 1957, la pluie empêche la finale de se terminer. En 1977, la Coupe Porée fait partie du calendrier de l'ATP, c'est durant cette édition que l'affaire de la raquette spaghetti débute vraiment pour exploser la semaine suivante au tournoi d'Aix-en-Provence et être interdite dès le 1er octobre avec la première législation concernant les raquettes. Ce type de raquette avec ses effets incontrôlables a provoqué nombre d'abandons par fatigue et contestations de l'adversaire aussi bien en simple qu'en double. Des joueurs comme Christophe Roger-Vasselin et Jacques Thamin (en double), qui utilisent cet outil, atteignent leur première finale.

### Palmarès simple
| No       | Date       | Nom et lieu du tournoi      | Catégorie                   | Dotation                    | Surface                     | Vainqueur                   | Finaliste                   | Score                       |                             |
| -------- | ---------- | --------------------------- | --------------------------- | --------------------------- | --------------------------- | --------------------------- | --------------------------- | --------------------------- | --------------------------- |
| 1        | 26-09-1921 | , Paris                     |                             | NC $                        | Terre (ext.)                | Marcel Dupont               | Pierre Canivet              | 6-0, 6-0, 6-2               |                             |
| 2        | 25-09-1922 | , Paris                     |                             | NC $                        | Terre (ext.)                | Pierre Hirsch               | Leonce Aslangul             | 6-1, 6-1, 6-4               |                             |
| 3        | 20-09-1923 | , Paris                     |                             | NC $                        | Terre (ext.)                | Jean Borotra                | Antoine Gentien             | 6-2, 6-3, 8-6               |                             |
| 4        | 29-09-1924 | , Paris                     |                             | NC $                        | Terre (ext.)                | Paul Féret                  | Erik Tegner                 | 6-2, 6-1, 6-4               |                             |
| 5        | 28-09-1925 | , Paris                     |                             | NC $                        | Terre (ext.)                | Paul Féret                  | Leonce Aslangul             | 6-2, 6-3, 4-6, 6-1          |                             |
| 6        | 27-09-1926 | , Paris                     |                             | NC $                        | Terre (ext.)                | Roger George                | Antoine Gentien             | 5-7, 6-0, 6-3               |                             |
| 7        | 26-09-1927 | , Paris                     |                             | NC $                        | Terre (ext.)                | Henri Cochet                | Christian Boussus           | 4-6, 6-4, 3-6, 6-2, 6-3     |                             |
| 8        | 24-09-1928 | , Paris                     |                             | NC $                        | Terre (ext.)                | Adrien Aron                 | Louis Géraud                | 7-5, 6-3, 6-2               |                             |
| 9        | 23-09-1929 | , Paris                     |                             | NC $                        | Terre (ext.)                | Jean Borotra                | Christian Boussus           | 7-5, 6-3, 9-7               |                             |
| 10       | 05-10-1930 | , Paris                     |                             | NC $                        | Terre (ext.)                | Jean Borotra                | Christian Boussus           | 6-1, 6-3, 1-6, 5-7, 6-4     |                             |
| 11       | 05-10-1931 | , Paris                     |                             | NC $                        | Terre (ext.)                | Paul Féret                  | André Merlin                | 6-3, 6-1, 2-6, 4-6, 6-4     |                             |
| 12       | 27-09-1932 | , Paris                     |                             | NC $                        | Terre (ext.)                | Christian Boussus           | Paul Féret                  | 2-6, 6-3, 6-1, 6-2          |                             |
| 13       | 20-09-1933 | , Paris                     |                             | NC $                        | Terre (ext.)                | Daniel Prenn                | Christian Boussus           | 2-6, 3-6, 6-2, 6-3, 6-4     |                             |
| 14       | 20-10-1934 | , Paris                     |                             | NC $                        | Terre (ext.)                | Christian Boussus           | André Martin-Legeay         | 6-4, 6-3, 6-0               |                             |
| 15       | 20-09-1935 | , Paris                     |                             | NC $                        | Terre (ext.)                | Marcel Bernard              | Giovanni Palmieri           | 6-4, 6-1, 6-0               |                             |
| 16       | 24-09-1936 | , Paris                     |                             | NC $                        | Terre (ext.)                | André Merlin                | André Martin-Legeay         | 6-4, 2-6, 7-5, 6-3          |                             |
| 17       | 19-09-1937 | , Paris                     |                             | NC $                        | Terre (ext.)                | Franjo Punčec               | Kho Sin-Khie                | 6-2, 6-2, 2-6, 6-4          |                             |
|          | 1938       | Annulée à cause de la pluie | Annulée à cause de la pluie | Annulée à cause de la pluie | Annulée à cause de la pluie | Annulée à cause de la pluie | Annulée à cause de la pluie | Annulée à cause de la pluie | Annulée à cause de la pluie |
|          | 1939-1946  | Seconde Guerre mondiale     | Seconde Guerre mondiale     | Seconde Guerre mondiale     | Seconde Guerre mondiale     | Seconde Guerre mondiale     | Seconde Guerre mondiale     | Seconde Guerre mondiale     | Seconde Guerre mondiale     |
| 18       | 22-09-1947 | , Paris                     |                             | NC $                        | Terre (ext.)                | Bernard Destremau           | Philippe Washer             | 6-4, 6-2, 6-0               |                             |
| 19       | 27-09-1948 | , Paris                     |                             | NC $                        | Terre (ext.)                | Budge Patty                 | Marcel Bernard              | 8-6, 6-1, 3-6, 6-1          |                             |
| 20       | 28-09-1949 | , Paris                     |                             | NC $                        | Terre (ext.)                | Pedro Masip                 | Robert Abdesselam           | 3-6, 6-0, 6-4, 6-3          |                             |
| 21       | 24-09-1950 | , Paris                     |                             | NC $                        | Terre (ext.)                | Jaroslav Drobný             | Geoff Brown                 | 1-6, 6-0, 4-6, 6-3, 6-3     |                             |
| 22       | 20-09-1951 | , Paris                     |                             | NC $                        | Terre (ext.)                | Jaroslav Drobný             | Felicisimo Ampon            | 7-5, 6-4, 6-2               |                             |
| 23       | 22-09-1952 | , Paris                     |                             | NC $                        | Terre (ext.)                | Budge Patty                 | Paul Rémy                   | 6-4, 6-4, 6-3               |                             |
| 24       | 27-09-1953 | , Paris                     |                             | NC $                        | Terre (ext.)                | Władysław Skonecki          | Robert Haillet              | 6-4, 6-2, 8-6               |                             |
| 25       | 26-09-1954 | , Paris                     |                             | NC $                        | Terre (ext.)                | Budge Patty                 | Tony Vincent                | 6-4, 6-2, 7-5               |                             |
| 26       | 24-09-1955 | , Paris                     |                             | NC $                        | Terre (ext.)                | Jaroslav Drobný             | Luis Ayala                  | 3-6, 6-4, 5-7, 6-0, 7-5     |                             |
| 27       | 01-10-1956 | , Paris                     |                             | NC $                        | Terre (ext.)                | Jaroslav Drobný             | Pierre Darmon               | 6-2, 6-2, 6-4               |                             |
| 28       | 23-09-1957 | , Paris                     |                             | NC $                        | Terre (ext.)                | Jacky Brichant              | Jaroslav Drobný             | 6-2, 8-6, 3-6, 5-4          |                             |
| 29       | 28-09-1958 | , Paris                     |                             | NC $                        | Terre (ext.)                | Jacky Brichant              | Ladislav Legenstein         | 7-5, 6-2, 6-1               |                             |
| 30       | 27-09-1959 | , Paris                     |                             | NC $                        | Terre (ext.)                | Pierre Darmon               | Jean-Noël Grinda            | 10-8, 6-2, 6-3              |                             |
| 31       | 25-09-1960 | , Paris                     |                             | NC $                        | Terre (ext.)                | Luis Ayala                  | Pierre Darmon               | 1-6, 7-5, 6-2, 6-2          |                             |
| 32       | 24-09-1961 | , Paris                     |                             | NC $                        | Terre (ext.)                | Boro Jovanović              | François Jauffret           | 6-4, 6-2, 5-7, 6-3          |                             |
| 33       | 18-09-1962 | , Paris                     |                             | NC $                        | Terre (ext.)                | Alain Bresson               | Jean-Claude Barclay         | 5-7, 4-6, 6-4, 6-1, 6-3     |                             |
| 34       | 22-09-1963 | , Paris                     |                             | NC $                        | Terre (ext.)                | Pierre Darmon               | François Jauffret           | 6-3, 6-2, 6-2               |                             |
| 35       | 21-09-1964 | , Paris                     |                             | NC $                        | Terre (ext.)                | Pato Álvarez                | Sergio Tacchini             | 6-1, 6-0                    |                             |
| 36       | 20-09-1965 | , Paris                     |                             | NC $                        | Terre (ext.)                | Pierre Darmon               | Pato Álvarez                | 1-6, 6-4, 6-4, 3-6, 6-3     |                             |
| 37       | 25-09-1966 | , Paris                     |                             | NC $                        | Terre (ext.)                | Pierre Darmon               | Jean-Pierre Courcol         | 6-0, 6-1, 4-6, 6-3          |                             |
| 38       | 24-09-1967 | , Paris                     |                             | NC $                        | Terre (ext.)                | Pierre Darmon               | Jan Kodeš                   | 6-1, 6-2, 6-2               |                             |
| Ère Open |            |                             |                             |                             |                             |                             |                             |                             |                             |
| 39       | 23-09-1968 | Coupe Porée, Paris          | Non-ATP                     | NC $                        | Terre (ext.)                | Jan Kodeš                   | Milan Holeček               | 8-6, 6-3, 6-2               |                             |
| 40       | 28-09-1969 | Coupe Porée, Paris          | Non-ATP                     | NC $                        | Terre (ext.)                | François Jauffret           | Bernard Montrenaud          | 6-4, 6-2, 6-0               |                             |
| 41       | 28-09-1970 | Coupe Porée, Paris          | Non-ATP                     | NC $                        | Terre (ext.)                | François Jauffret           | Patrick Proisy              | 6-4, 6-1, 6-1               |                             |
| 42       | 20-09-1971 | Coupe Porée, Paris          | Non-ATP                     | NC $                        | Terre (ext.)                | François Jauffret           | František Pala              | 6-4, 4-6, 6-4, 6-4          |                             |
| 43       | 20-09-1972 | Coupe Porée, Paris          | Non-ATP                     | NC $                        | Terre (ext.)                | François Jauffret           | Juan Gisbert                | 6-0, 1-6, 3-6, 6-0, 6-4     |                             |
| 44       | 17-09-1973 | Coupe Porée, Paris          | Non-ATP                     | NC $                        | Terre (ext.)                | François Jauffret           | Juan Gisbert                | 6-3, 3-6, 6-3               |                             |
| 45       | 20-09-1974 | Coupe Porée, Paris          | Non-ATP                     | NC $                        | Terre (ext.)                |                             |                             | NC                          |                             |
| 46       | 20-09-1975 | Coupe Porée, Paris          | Non-ATP                     | NC $                        | Terre (ext.)                | Martin Robinson             | Christophe Casa             | Forfait                     |                             |
| 47       | 20-09-1976 | Coupe Porée, Paris          | Non-ATP                     | NC $                        | Terre (ext.)                | Georges Goven               |                             | NC                          |                             |
| 48       | 19-09-1977 | Coupe Porée, Paris          | Grand Prix                  | 50 000 $                    | Terre (ext.)                | Guillermo Vilas             | C. Roger-Vasselin           | 6-2, 6-1, 7-6               |                             |
| 49       | 20-09-1978 | Coupe Porée, Paris          | Non-ATP                     | NC $                        | Terre (ext.)                |                             |                             | NC                          |                             |
| 50       | 24-09-1979 | Coupe Porée, Paris          | Non-ATP                     | NC $                        | Terre (ext.)                | Željko Franulović           | Georges Goven               | 6-2, 6-0                    |                             |
| 51       | 22-09-1980 | Coupe Porée, Paris          | Non-ATP                     | NC $                        | Terre (ext.)                | Balázs Taróczy              |                             | NC                          |                             |
| 52       | 21-09-1981 | Coupe Porée, Paris          | Non-ATP                     | NC $                        | Terre (ext.)                | Mansour Bahrami             | Jean Lovera                 | 6-4, 6-3                    |                             |